# بانتششيل نجار منطقة هابور
بانتششيل نجار منطقة هابور رمزها «PN» (بالإنجليزية: Panchsheel  Nagar  district  Hapur)‏ ، هو تقسيم إداري لدولة الهند تتبع ولاية أتر برديش (بالإنجليزية: Uttar  Pradesh)‏ ، مركزها هو مدينة هابور (بالإنجليزية: Hapur)‏ عدد سكانها حسب تعداد سنة 2001 هو 1,451,983 ، مساحتها كم² وكثافة السكان لكل كم² .